# South Pacific Trail
Pour plus de détails, voir Fiche technique et Distribution.
South Pacific Trail est un western américain réalisé par William Witney, sorti en 1952. C'est un remake du film The Great Train Robbery de 1941.

## Fiche technique
- Réalisation : William Witney
- Scénario : Arthur E. Orloff
- Producteur : Edward J. White
- Photographie : John MacBurnie
- Montage: Harold Minter
- Musique : Stanley Wilson
- Production : Republic Pictures
- Genre : Western[1]
- Durée : 60 minutes
- Date de sortie : 20 octobre 1952

## Distribution
- Rex Allen : Rex Allen
- Koko : le cheval de Rex
- Estelita Rodriguez : Lita Alvarez
- Slim Pickens : Slim Pickens
- Nestor Paiva : Carlos Alvarez
- Roy Barcroft : Link Felton
- Douglas Evans : Rodney Brewster
- Joe McGuinn : Henchman Ace
- Forrest Taylor : le conducteur du train